# العلاقات الكاميرونية البيروية
العلاقات الكاميرونية البيروفية هي العلاقات الثنائية التي تجمع بين الكاميرون وبيرو.

## مقارنة بين البلدين
هذه مقارنة عامة ومرجعية للدولتين:
| وجه المقارنة                                              | الكاميرون                      | بيرو                                   |
| --------------------------------------------------------- | ------------------------------ | -------------------------------------- |
| المساحة (كم2)                                             | 475.44 ألف                     | 1.29 مليون                             |
| عدد السكان (نسمة)                                         | 24.05 مليون                    | 32.16 مليون                            |
| الكثافة السكانية (ن./كم²)                                 | 50.58                          | 24.93                                  |
| العاصمة                                                   | ياوندي                         | ليما                                   |
| اللغة الرسمية                                             | لغة فرنسية، لغة إنجليزية       | اللغة الإسبانية، اللغة الأيمرية، كتشوا |
| العملة                                                    | فرنك وسط أفريقي                | سول بيروفي جديد                        |
| الناتج المحلي الإجمالي (بليون دولار)                      | 34.80 مليار                    | 211.39 مليار                           |
| الناتج المحلي الإجمالي (تعادل القوة الشرائية) بليون دولار | 72.72 مليار                    | 393.13 مليار                           |
| الناتج المحلي الإجمالي الاسمي للفرد دولار أمريكي          | 1.22 ألف                       | 6.03 ألف                               |
| الناتج المحلي الإجمالي للفرد دولار أمريكي                 | 2.97 ألف                       | 11.99 ألف                              |
| مؤشر التنمية البشرية                                      | 0.512                          | 0.740                                  |
| رمز المكالمات الدولي                                      | +237                           | +51                                    |
| رمز الإنترنت                                              | .cm                            | .pe                                    |
| المنطقة الزمنية                                           | توقيت غرب أفريقيا، ت ع م+01:00 | توقيت بيرو، 00                         |

## منظمات دولية مشتركة
يشترك البلدان في عضوية مجموعة من المنظمات الدولية، منها:
| علم المنظمة | اسم المنظمة                                                | تاريخ انضمام الكاميرون | تاريخ انضمام بيرو |
| ----------- | ---------------------------------------------------------- | ---------------------- | ----------------- |
|             | مؤسسة التنمية الدولية                                      | 10 أبريل 1964          | 30 أغسطس 1961     |
|             | يونسكو                                                     | 11 نوفمبر 1960         | 21 نوفمبر 1946    |
|             | وكالة ضمان الاستثمار متعدد الأطراف                         | 7 أكتوبر 1988          | 2 ديسمبر 1991     |
|             | الأمم المتحدة                                              | 20 سبتمبر 1960         | 31 أكتوبر 1945    |
|             | العملية المشتركة للاتحاد الأفريقي والأمم المتحدة في دارفور | ?                      | ?                 |
|             | الفريق المعني برصد الأرض                                   | ?                      | ?                 |
|             | الاتحاد البريدي العالمي                                    | ?                      | ?                 |
|             | البنك الدولي للإنشاء والتعمير                              | 10 يوليو 1963          | 31 ديسمبر 1945    |
|             | المنظمة الهيدروغرافية الدولية                              | ?                      | ?                 |
|             | الاتحاد الدولي للاتصالات                                   | 22 ديسمبر 1960         | 12 يوليو 1915     |
|             | منظمة حظر الأسلحة الكيميائية                               | ?                      | ?                 |
|             | مؤسسة التمويل الدولية                                      | 1 أكتوبر 1974          | 20 يوليو 1956     |
|             | المركز الدولي لتسوية المنازعات الاستشارية                  | 2 فبراير 1967          | 8 سبتمبر 1993     |
|             | منظمة التجارة العالمية                                     | ?                      | ?                 |
|             | منظمة الشرطة الجنائية الدولية                              | ?                      | ?                 |

## وصلات خارجية
- موقع وزارة الخارجية الكاميرونية
- موقع وزارة الخارجية البيروفية